# 스튜디오삼익
스튜디오삼익(Studio Samick)은 2017년 설립된 대한민국의 홈퍼니싱 기업으로, 삼익가구의 온라인 사업담당 자회사라는 2020년 기사도 있었으나, 사실이 아니며, 삼익가구 브랜드 보유자인 삼익티디에프로부터 최정석대표가 온라인브랜드전용사용권을 인수하여, 자체 상품개발팀이 상품을 개발하여 별도의 매입처를 통해서 생산하는 별개의 회사를 창립하여 만든 신규회사이다.

## 연혁
- 2017년  9월 (주)스튜디오삼익 설립
- 2017년 10월 온라인 영업개시
- 2018년  2월 인천전시장 오픈
- 2018년  7월 벤처기업인증 획득
- 2018년 10월 행정안전부, 이베이주관 e-마케팅페어 특별상 수상
- 2018년 12월 188억 매출 달성
- 2019년  2월 죽산목공소 런칭
- 2019년 11월 삼익가구 브랜드 온라인전용사용권 매입
- 2019년 12월 350억원 매출 달성
- 2020년  6월 스칸디아 상표권 매입
- 2020년  8월 상수동 사옥부지 매입
- 2020년  9월 쿠팡 풀필먼트 사업자 선정
- 2020년 12월 오늘의 베스트파트너 선정
- 2020년 12월 640억 매출달성
- 2021년 12월 844억 매출달성
- 2022년  1월 스칸디아 런칭
- 2022년  9월 상수동 사옥입주
- 2022년 12월 866억 매출 달성
- 2023년 10월 스튜디오슬립 런칭
- 2023년 12월 954억 매출달성
- 2024년  2월 코스닥 시장 상장[4]

## 제품
삼익가구, 스칸디아(SCANDIA), 죽산목공소, 스튜디오슬립 등의 가구 브랜드를 가지고 있다.